# مسافر (فیلم ۱۳۵۳ مهربان)
مسافر فیلمی به کارگردانی و نویسندگی جلال مهربان محصول سال ۱۳۵۳ است.

## خلاصه داستان
مریم (ساغر) با دوست پرستارش پروانه (سپیده) و پسرخاله‌اش مرتضی (مرتضی عقیلی) برای سفر تفریحی عازم شمال کشور می‌شوند...

## بازیگران
- منوچهر وثوق
- سپیده
- مرتضی عقیلی
- ساغر
- فرشته حیدری